# Sepiadarium gracilis
Sepiadarium gracilis är en bläckfiskart som beskrevs av Voss 1962. Sepiadarium gracilis ingår i släktet Sepiadarium och familjen Sepiadariidae. IUCN kategoriserar arten globalt som otillräckligt studerad. Inga underarter finns listade i Catalogue of Life.